# 维西关木通
维西关木通（学名：Isotrema weixiense）是马兜铃科关木通属的一种植物，是中国的特有植物。分布于中国云南。
檐部裂片内面被微隆起的疣突; 喉口亮棕色具棕红色斑点。。